# 全民在野黨
全民在野黨（英語：People Out of Parliament Party）成立於2012年的香港在野黨，聲稱全香港700多萬擁有居港權的香港永久性居民，已全部自動「被成為」全民在野黨黨員。因此全民在野黨也聲稱自己為香港「第一大」政黨。

## 主要成員
- 李慨俠，創黨主席
- 徐沛雄，法律顧問
- 羅少雄，社區顧問，香港進出口汽車商會會長[3]

## 政治主張
- 反貪、反腐敗、反無能
- 2016年及2017年香港政治制度改革：提議從40個界別各隨機抽出50人，即共2000人組成提名委員會選出行政長官[4]。
- 2016年香港立法會選舉時，李慨俠報名參加新界東選區直選，但因提名人資料問題，被選舉事務處裁定提名無效。[5]

## 外部連結
- 官方網頁（页面存档备份，存于）